# Casa Menotti
Casa Menotti, è un palazzo cinquecentesco di Spoleto, situato in piazza del Duomo.
È stata l'abitazione di Giancarlo Menotti, compositore, sceneggiatore e ideatore del Festival dei Due Mondi, acquistata nel 2010, dopo la sua morte, dalla "Fondazione Monini". Dal giugno 2011 ospita il Centro di documentazione del Festival dei Due Mondi, un piccolo museo di circa 160 m² gestito dalla Fondazione Monini in collaborazione con il comune di Spoleto e con la Fondazione Festival dei Due Mondi.

## Centro di documentazione
Gli argomenti trattati nel centro di documentazione riguardano la storia del Festival, la figura di Menotti e il legame del Festival con la città e con il contesto culturale internazionale. 
Il centro ospita tutto il materiale documentativo, audio, video, fotografico e cartaceo, catalogato e digitalizzato, relativo alle edizioni del Festival dal 1958 ad oggi.
L'esposizione è suddivisa su tre piani e gli argomenti riguardano la musica, la danza, il teatro, le sceneggiature, l'internazionalità a confronto, i volti noti e gli scatti di altri tempi, attraverso un percorso interattivo high tech e multimediale. Sui vari piani è presente una mostra di tutti i manifesti del Festival dalla prima edizione ad oggi. All'ingresso vengono distribuiti iPad per un'esperienza di visita completa e interattiva, in totale autonomia.
Il progetto architettonico e di allestimento unisce la dimensione pubblica del Festival a quella privata del suo ideatore. 

### Primo piano
Il primo piano è interamente dedicato alla storia del Festival, con video, souvenir e scatti dei volti più noti e degli spettacoli di maggiore rilievo. Sono presenti scenografie teatrali rivisitate e installazioni interattive. Al centro della sala un grande tavolo touch screen permette di accedere a tutto l'archivio del Centro, che custodisce circa 100.000 immagini (di cui 25.000 già digitalizzate) appartenenti al fondo fotografico Lionello Fabbri, recuperato, catalogato e archiviato dalla Monini S.p.a.. Altri quadri interattivi sono dedicati al materiale messo a disposizione dall'Istituto Luce e da Rai Teche. Sempre al primo piano si trova il primo pianoforte a muro su cui il maestro soleva esercitarsi da bambino, donato alla Fondazione Monini dai discendenti di Margherita Menotti, lontana cugina di Gian Carlo.

### Secondo piano
Al secondo piano si trova la casa di Giancarlo Menotti, con il suo pianoforte, uno Steinway, al centro della stanza; qui durante il Festival dei Due Mondi prende vita la rassegna Musica da Casa Menotti. Ai lati della stanza leggii multimediali consentono l'accesso a spartiti, immagini e brani che ripercorrono la vita del compositore. Sul tavolo un album interattivo da sfogliare introduce alla vita di Menotti e ad una sua più approfondita conoscenza. Nella sua camera da letto, sullo scrittoio dove era solito lavorare, è possibile consultare spartiti cartacei a lui appartenuti. 

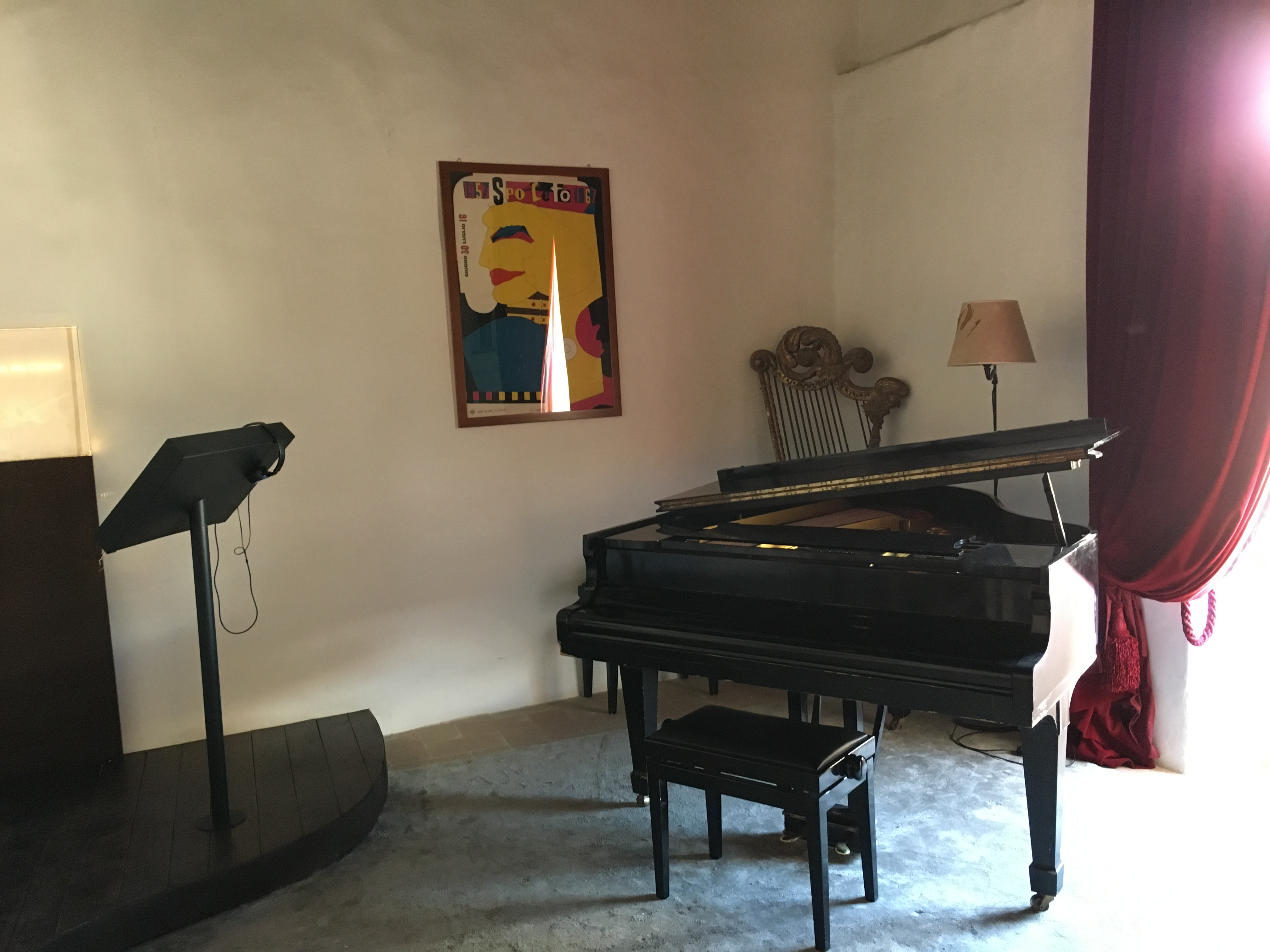
Stanza del pianoforte

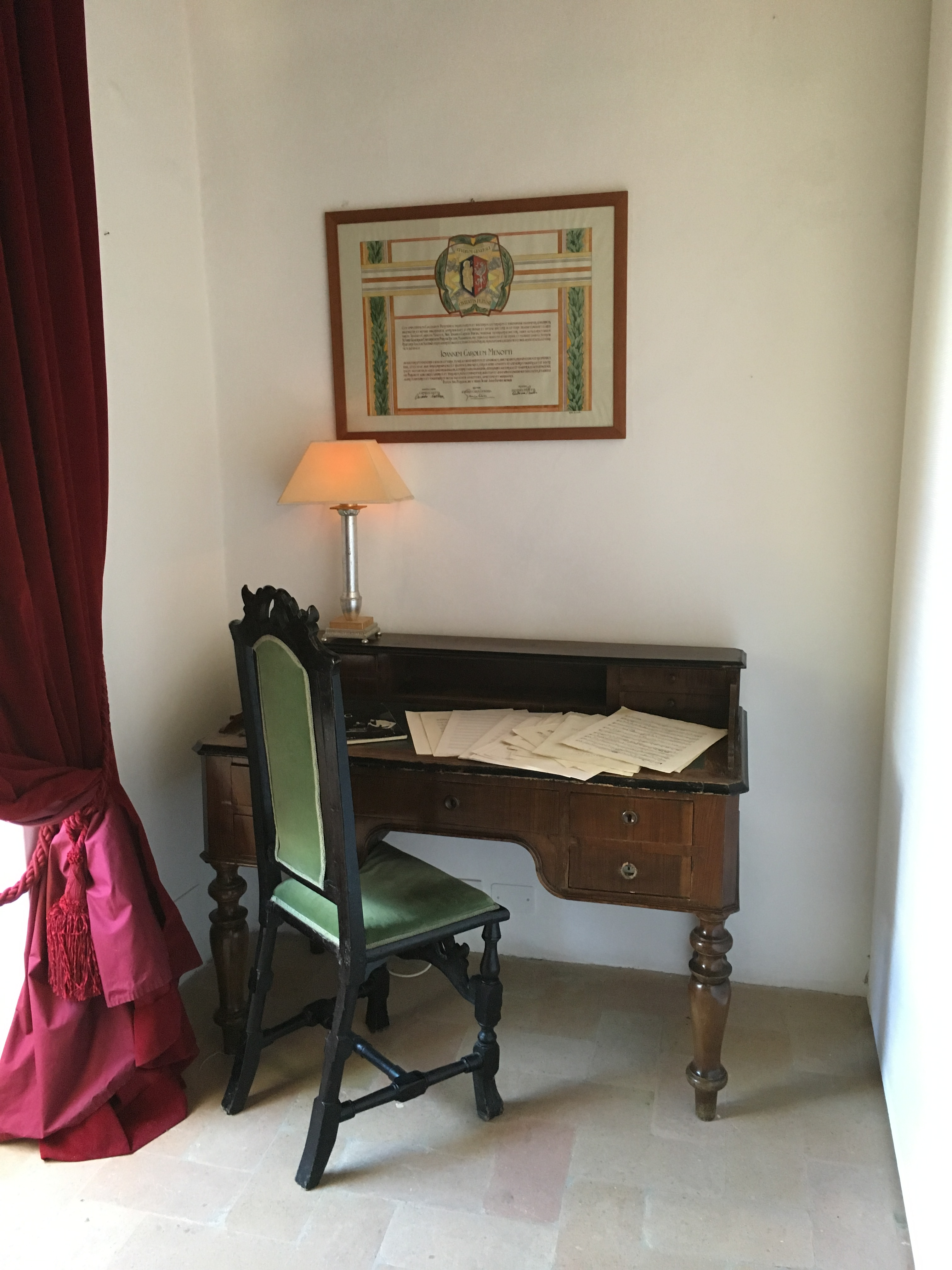
Studio del maestro Menotti

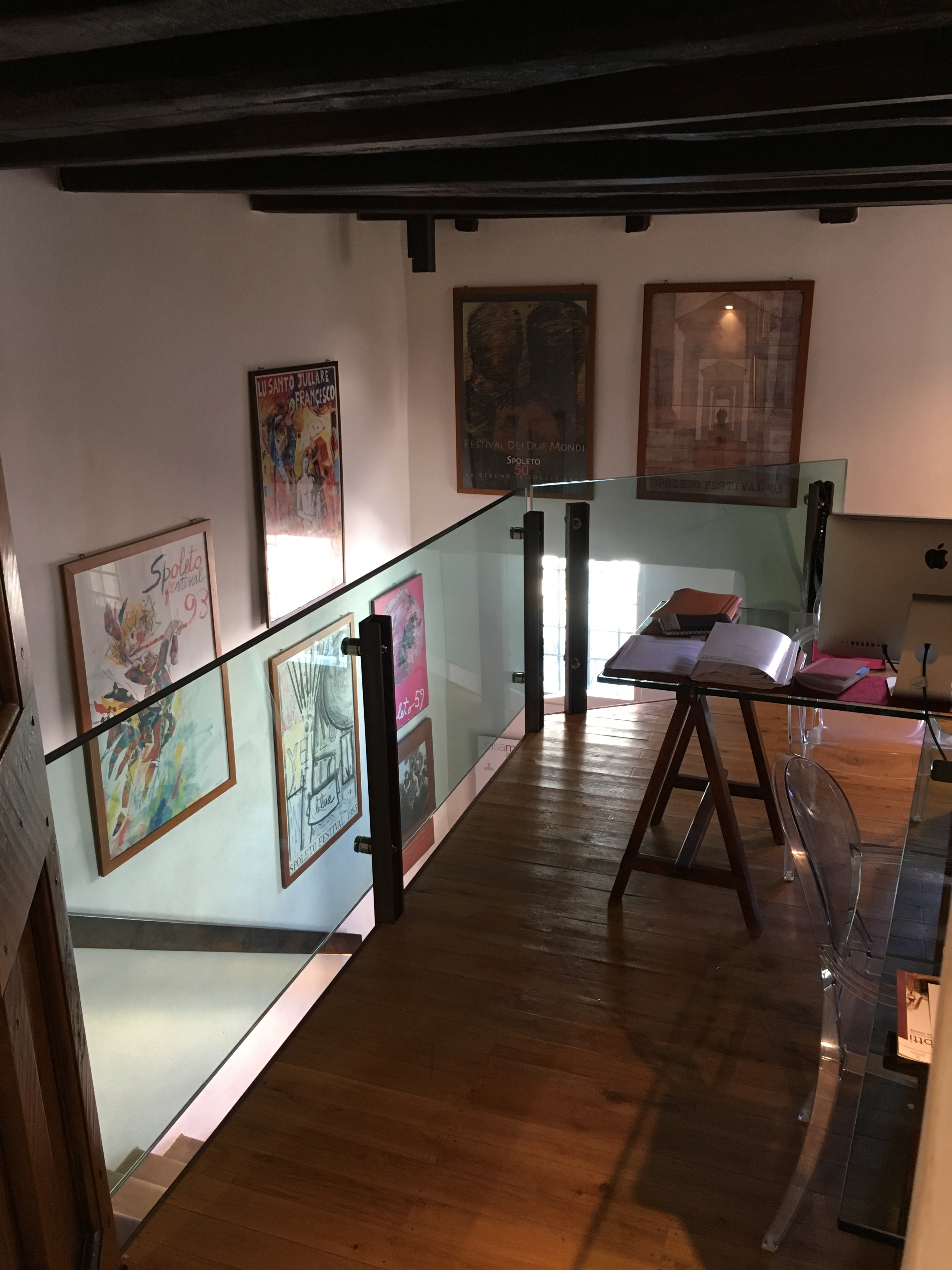
Esposizione di vecchi manifesti del Festival

### Terrazza
Al terzo e ultimo piano c'è la terrazza, dove Giancarlo Menotti accoglieva gli artisti ospiti per aperitivi e conversazioni, luogo di rappresentanza e foresteria per
gli ospiti di riguardo (come Leonard Bernstein, Carlos Kleiber, Ellen Stewart, conosciuta come La Mama, Nureev, Luchino Visconti, Romolo Valli, Steven Mercurio). Dalla terrazza Menotti e i suoi ospiti assistevano ai concerti e alle rappresentazioni su piazza Duomo. La famiglia Monini ha deciso di riprendere questa tradizione in omaggio al maestro e così ogni anno, per tutta la durata del Festival, vengono offerti aperitivi agli artisti.

## Musica da Casa Menotti
Nell'ambito di Musica da Casa Menotti tutti gli anni vengono proposti circa due concerti al giorno per tutta la durata del Festival, incontri musicali gratuiti eseguiti da musicisti italiani e stranieri che si esibiscono in intimità, in un piccolo spazio che non può ospitare più di 28 spettatori, ma le finestre aperte permettono alla musica di inondare tutta la sottostante piazza del Duomo.

## Premi istituiti

### Premio "Una finestra sui Due Mondi"
Il premio "Una finestra sui Due Mondi", viene assegnato ogni anno ad un artista di fama mondiale e a un esponente delle giovani leve presenti al Festival. È stato istituito nel 2010 dalla famiglia Monini. Ricorda l'abitudine di Giancarlo Menotti di affacciarsi alla finestra del primo piano del suo palazzo per salutare il pubblico presente in piazza Duomo, in compagnia degli artisti suoi ospiti. I vincitori del premio saranno immortalati alla finestra da uno scatto fotografico del ritrattista Fabian Cevallos e i ritratti andranno ad arricchire la galleria dei "Grandi del Festival" esposta nelle sale del centro di documentazione.
L'oggetto artistico, una finestra stilizzata, è stato creato dagli studenti dell'istituto d'arte "Leoncillo Leonardi" di Spoleto.
I premi assegnati:
- 2010, John Malkovich[7] e Adriana Asti
- 2011, Adriana Kucerova e Claudio Santamaria
- 2012, Mikhail Baryshnikov e Thomas Copeland
- 2013, Willem Dafoe e Matthew Aucoin
- 2014, Tim Robbins e Accademia nazionale d'arte drammatica "Silvio D'Amico"
- 2015, Juliette Gréco e Shizen Kazama
- 2016, Alba Rohrwacher e Emily D'Angelo
- 2017, Brian Michael Moore e Santiago Canón
- 2018, Victoria Thierrée Chaplin e Benedetta Torre
- 2019, Stefano Bollani e Pierre-Antoine Bardot
- 2020, Luca Zingaretti[8] e Rosa Feola
- 2021, Massimo Recalcati e Marie-Ange Nguci
- 2022, Angélique Kidjo e Maria Stella Maurizi
- 2023, Luca Marinelli
- 2024, Stefano Mancuso

### Concorso per giovani compositori
Il "Concorso per giovani compositori", a partire dal luglio 2013 assegna una borsa di studio ad un musicista di qualsiasi nazionalità che non abbia oltrepassato i 30 anni, e che presenti una composizione mai eseguita prima. È dedicato al maestro Menotti 
.
I vincitori:
- 2013, Andreas Gies
- 2014, Dario Falcone
- 2015, Kenichi Nagano
- 2016, premio non assegnato
- 2017, Lauren Elizabeth Spavelko
- 2018, premio non assegnato
- 2019, Michael Romio